# Birgi, Urla
Birgi là một xã thuộc huyện Urla, tỉnh İzmir, Thổ Nhĩ Kỳ. Dân số thời điểm năm 2010 là 87 người.